# جيف راولي
جيف راولي (بالإنجليزية: Jeff Rawle)‏ مواليد 20 يوليو 1951 في برمنغهام، وركشير، المملكة المتحدة، هو ممثل إنجليزي بدأ مسيرته الفنية عام 1973.

## الأعمال
- 2004: دكتور مارتن
- 2005: هاري بوتر وكأس النار
- 2011: مغامرات سارة جين

## وصلات خارجية
- جيف راولي على موقع IMDb (الإنجليزية)
- جيف راولي على موقع ألو سيني (الفرنسية)
- جيف راولي على موقع أول موفي (الإنجليزية)
- جيف راولي على موقع قاعدة بيانات الأفلام السويدية (السويدية)
- جيف راولي على موقع قاعدة بيانات الفيلم (الإنجليزية)
- جيف راولي على موقع كينوبويسك (الروسية)